# Чикасо
Чикасо (на английски: Chickasaw) е индианско племе от коренното население на северноамериканския Югоизток. Като цяло чикасо е най-известното племе от т.нар. Пет цивилизовани племена.
Няма друго племе, което да играе по-значителна роля за победата на Великобритания над Франция за контрола над Северна Америка. Често в историята племето е наричано с най-различни сравнения като „непобедимите“ или „спартанците на югоизтока“. Макар и неголямо на брой (около 15 000 преди контакта с европейците), племето се слави със своите безстрашни и свирепи войни и всеки, който се опитва да ги пребори, съжалява после жестоко. Британските търговци от Каролина бързо оценяват тяхната сила и ги въоръжават до зъби. След това като британски съюзници, чикасо успяват да изтласкат французите и техните индиански съюзници от долната част на река Мисисипи и да отрежат връзките им със сънародниците им на север. Така Нова Франция е разделена на две и сериозно осакатена в последвалите войни с британците.

## Територия
От близките езици, които говорят чикасо и чокто, се предполага, че в миналото двете племена са едно племе, което живее на запад от Мисисипи. Някъде около 1300 г. те тръгват на изток и прекосяват голямата река. Тук двете племена се разделят и всяко поема в различни посоки и в крайна сметка стават врагове. Чикасо се установяват първоначално на река Тенеси, западно от днешния Хънтсвил в Алабама. Към 1700 г. се преместват на югозапад до притоците на река Томбигби в североизточно Мисисипи като контролират също и Тенеси и Кентъки, западно от вододела между реките Къмбърланд и Тенеси, както и Чикасо Блъфс на река Мисисипи, близо до днешния Мемфис. Една тяхна група стига и далеч на изток, където по покана на Южна Каролина се заселва на река Савана през 1723 г., близо до Огъста в Джорджия. Групата остава тук до 1783 г., когато земите им са конфискувани заради подкрепата им за британците по време на Войната за независимост. Те се преместват на запад и прекарват няколко години сред криките, след което се присъединяват към основната част на чикасо в Северно Мисисипи.

## Име
Не се знае какво означава името чикасо. Предполага се, че идва от имената на двама митологични герои – Чиска и Чакта, които се смятат от чикасо за основоположниците на двете племена чокто и чикасо. На чероките са известни като „Ани–циксу“, а на ючите като „Касахауни“. Криките ги наричат „Тчикаса“, а канза, куапо и осейджите съответно „Цикаса“, „Тикая“ и „Цикасе“. Французите започват да ги наричат „плоскоглавите“ заради обичая им да пристягат главите на малките момчета, така че черепът после се деформира. Това име обаче се прилага и за катоба и чокто. По-късно британците възприемат същото име от французите.

## Култура
За разлика от своите роднини чокто на юг, чикасо почти нямат спомени за насипни могили, оставени от по-ранните хора от Културата Мисисипи. Поради тази причина се смята, че вероятно идват по-късно в региона. Друго доказателство за такава миграция е, че за разлика от своите съседи селищата на чикасо са разпръснати на голямо разстояние. Това до известна степен се оказва ефективна защита срещу епидемиите, които преминават през Югоизтока след идването на белите. В останалите аспекти чикасо са типично югоизточно племе.

### Жилища и населени места
До 1700 г., чикасо имат 7 основни селища и множество малки селца пръснати около тях. Всяко основно село има своя крепост, използвана по време на война и церемониален комплекс. Селищата обикновено са построени на брега на някой поток. Използват два типа жилища – летни и зимни. Летните домове са с правоъгълна форма, с островърх покрив и с веранда и балкон. Зимните домове са кръгли, построени от дървени рамки измазани с кал, с коничен покрив и вкопани в земята. До 1800 г. племето заменя старите традиционни домове с такива като на белите по границата.

### Прехрана
За разлика от останалите югоизточни племена, чикасо разчитат повече на лова и после на земеделието. Голяма част от храната и други необходими неща са набавяни и от нападения срещу други племена. Трудът е строго разпределен между половете. Жените отговарят за робите и се грижат за нивите, а мъжете ловуват главно елени, мечки и бизони. Рибата също е важен източник на храна.

### Облекло
Дрехите им са изработвани предимно от еленови кожи. Мъжете обикновено носят набедреник и високи мокасини, а жените къси рокли. В студеното време и двата пола използват наметала от цяла бизонова кожа. Подобно на своите съседи, чикасо старателно изскубват космите по лицето и тялото си и широко използват татуировките като украсата е различна за всеки клан. И мъжете и жените носят дълги коси, а като отличителен знак мъжете използват лебедови пера вместо орлови.

### Брак и семейство
Бракът като цяло се формализира с даването на подаръци. За чикасо е характерна повече моногамията, но има случаи и на полигамия и то само когато някой мъж вземе сестра на съпругата си, която е останала вдовица. Родителите като цяло имат незначителна роля във възпитанието на децата. Обикновено за обучението и дисциплината на момчетата отговарят братята на майката. Изневярата, особено при жените е сериозно престъпление. Жена, която роди извънбрачно дете, е позор за семейството си.

### Погребални практики и задгробен живот
За разлика от повечето племена, чикасо погребват мъртвите с лице на запад, където според тях се намира Страната на духовете. Вдовиците спазват четиригодишен траур, но изглежда за мъжете няма такива ограничения. Вярват в живота след смъртта, както и в съществуването на добри и лоши духове. Също така вярват, че духът на убит човек ще преследва роднините, докато не бъде отмъстено за него. Затова чикасо воюват непрекъснато с всички околни племена. За тях всичко в света и вселената е дело на един Велик дух или Творец.

### Политическа организация
Политически селата на чикасо са независими, но се обединяват по време на война. Всяко село си има свой вожд (минко). Има и един върховен племенен вожд, чиято позиция е наследствена и който управлява с помощта на съвет, съставен от вождовете и племенните старейшини.

### Социална организация
Чикасо са разделени социално на 7 до 15 тотемни екзогамни клана. Принадлежността към даден клан се определя по майчина линия, а бракът вътре в клана е строго забранен. Отделно от това обществото им е разделено на две групи – импсактеа и инткутуалипа. Според Люис Хенри Морган чикасо имат 12 майчини клана, разделени в две фратрии:
- Кои – Пума

1. Коинчинш – Дива котка
2. Илатакфуши – Птица
3. Нунни – Риба
4. Исси – Елен

- Ишпани

1. Шауи – Ракун
2. Ишпани
3. Минго
4. Хушкони – Скункс
5. Тунни – Катерица
6. Хочучаба – Алигатор
7. Нашола – Вълк
8. Чухла

## История
Предполага се, че в миналото чикасо и чокто са едно племе и живеят на запад от Мисисипи. Някъде около 1300 г. те тръгват на изток и прекосяват голямата река. Тук племето се разделя на две и всяко поема по свой път. Чокто продължават на юг, а чикасо на изток до Алабама, където ги срещат първите европейци.

### Първа среща с европейците
През декември 1540 г. испанската експедиция на Ернандо де Сото пристига в селата на чикасо на река Тенеси. Конкистадорите са ранени, гладни и обезкуражени след победата им над мобила в Южна Алабама. Чикасо знаят за битката на испанците с мобила и посрещат експедицията с дъжд от стрели.
Индианците в региона вече не смятат испанците за непобедими, но те не знаят, че с тях пътува много по-страшен и неуловим враг. Болестите, които донасят със себе си испанците, за кратко време убиват около 75% от местната популация. Чикасо също страдат от болестите, но не чак толкова, заради разпръснатостта на селата им.
На испанците на Де Сото се удава да заловят няколко души от племето и така принуждават чикасо да сключи примирие и да снабдява с храна испанците през следващата зима. През пролетта обаче изчезват няколко от прасетата, които испанците водят със себе си. Чикасо не смятат, че е нередно, след като споделят храната си с испанците, да вземат няколко от прасетата им. Де Сото обаче нарича това кражба и нарежда крадците да бъдат заловени. Трима индианци заподозрени за кражбата са заловени, двамата са застреляни, а третият е върнат при племето с отрязани ръце. Испанците също така нападат и ограбват едно от селата им. Върховният вожд на чикасо решава да пренебрегне тези инциденти и да държи хората си мирни, мислейки че испанците скоро ще си тръгнат. Преди заминаването си Де Сото иска главният вожд да му даде 200 жени, които да помагат на експедицията по-нататък. Вождът поисква време да помисли. Отговорът не закъснява. С изненадваща нощна атака над испанския лагер войните чикасо убиват 12 испанци, отвличат 57 коня и 400 прасета, и почти унищожават лагера и боеприпасите, а Де Сото едва не е убит. Испанците се оттеглят в едно изоставено село, поправят снаряжението си и напускат родината на чикасо. През следващите години другите испански експедиции всячески се стремят да избягват срещи с чикасо. Минават повече от 130 години преди чикасо да срещнат отново европейци.

### Среща с французите
През 1673 г. френска експедиция слиза по река Мисисипи, за да проучи реката, последвана през 1682 г. от експедицията на Рене Робер дьо Ла Сал, която спира на Чикасо Блъфс и построява малка крепост. По същото време обаче британските търговци вече са достигнали до чикасо и установяват добри търговски отношения. Чикасо стават основният доставчик на индиански роби за британските плантации на изток.
Французите бързат да установят своята власт в района и да намалят британското влияние. Първо те построяват няколко мисии, а след това и постоянни военни постове и се концентрират върху изграждането на добри отношения с племената в региона. През 1702 г. Пиер Ле Мойн д’Ибервил се среща с делегация на чикасо в Мобил, за да се опита да ги отдели от британците и да спре нападенията им срещу мирните племена. Чикасо неохотно приемат френските предложения и се връщат мирно в селата си. Британците обаче също не бездействат. За да запазят отношенията си с чикасо техните търговци намалят цените на стоките и увеличават посещенията си в селата им. В крайна сметка племето е разделено на две фракции – едните искат да спазят дадената на французите дума, а другите държат за британците.

### Войната с французите
До 1705 г. на британските търговци се удава да убедят някои пробритански настроени чикасо да възобновят набезите за роби и крехкият мир в региона се разпада. Положението се влошава още повече, когато разярени воини чокто (френски съюзници) убиват делегация на чикасо, която пътува за Мобил за среща с французите. Впоследствие чокто горчиво съжаляват заради тези убийства. Над 450 чокто са убити от непрекъснати чикаски нападения. За да се застраховат, французите тайно започват да въоръжават чокто.
След Първата натчезка война през 1716 г., французите искат от чикасо да спрат нападенията и търговията с британците, но чикасо не им обръщат внимание. В отговор французите започват да изпращат срещу тях добре въоръжени отряди чокто, но това няма почти никакъв ефект. Чикасо отвръщат на удара с непрекъснати нападения на селата на чокто и на новите френски поселища по поречието на река Язу. През 1723 г. воините чикасо успяват да окупират Чикасо Блъфс на река Мисисипи и блокират целия френски трафик в долната част на реката. Това на практика разделя Нова Франция на две и спира връзките и търговията между Канада и Луизиана. Поставени в затруднено положение, французите започват с опити за решаване на проблема по дипломатически път. Мирът е установен през 1725 г. Междувременно нови 1000 французи и 500 черни роби се заселват в района. Нуждата на колонистите от земя води до търкания с местните племена. Недоволството избухва в голямото въстание на натчезите през 1729 г. След потушаването на въстанието около 1000 оцелели натчези се спасяват при чикасо, откъдето започват постоянни атаки срещу племената, подкрепили французите по време на въстанието. Френските власти искат от чикасо да им предадат бежанците, но им е отказано и срещу тях са изпратени наказателни експедиции от френски съюзнически племена. Нападателите обаче претърпяват тежки загуби, а през 1733 г. чикасо затварят изцяло пътя по река Мисисипи. Това идва в повече на французите и е взето решение за пълното унищожаване на чикасо. За целта през 1736 г. са сформирани две армии. Едната от 30 френски войници и 100 доброволци, подпомагани от 300 илиной, уеа и пианкашо, тръгва от Форт дьо Шартр (Каскаскиа, Илинойс), а другата с 600 французи и 1000 чокто тръгва от Мобил, за да удари от юг. И двете армии в крайна сметка са разбити, оставяйки много жертви и ранени. През 1739 г. е изпратена нова военна експедиция, но и тя претърпява същия неуспех.
Въпреки че в тази война чикасо излизат победители, те губят голяма част от хората си и през 1743 г. се опитват да сключат мир с французите. Безуспешните френски нападения над селата им продължават до края на френското присъствие в Северна Америка. След поемането на контрола над бившите френски владения през 1763 г., Великобритания налага на своя добър съюзник чикасо първо да сключи мир с илиной, а след това и с чокто. Междувременно броят на британските търговци сред чикасо се утроил и с избухването на Американската революция британците силно вярват, че чикасо ще са на тяхна страна. Нещата за британците обаче не се развиват добре. Испания официално влиза във война срещу Великобритания през 1779 г., като така помага на американската кауза на запад и на юг. До 1781 г. само Детройт и родината на чикасо остават британски крепости. Като цяло обаче има само една пряка конфронтация между чикасо и американците по време на войната.

### Отношения със САЩ
След Революцията новото американско правителство започва кампания за мир с индианските племена. На 10 януари 1786 г. е подписан първият договор между САЩ и чикасо. Годините след този договор са доста трудни за племето. Поощрявано от различните европейски сили в региона, чикасо се разединява. Едни симпатизират на испанците, които контролират долната част на река Мисисипи, а други са с американците. Появява се и една трета неутрална фракция. Отделно от това, чикасо влизат във война с криките, а от 1794 г. и с осейджите на запад.
През 1803 г. САЩ взимат Луизиана и границите ѝ се местят далеч отвъд Мисисипи. Войната обаче между осейджите и чикасо в Арканзас забавя доста заселването на района. Междувременно чикасо започват да губят по малко от земите си. През 1801 г. дават разрешение за строеж на път през територията им, а с нови договори през 1805 и 1806 г., за да платят дългове към търговците отстъпват 345 000 акра между реките Тенеси и Къмбърланд. На среща с Андрю Джаксън през 1816 г., отстъпват и оставащите им земи на север и на изток от река Тенеси.
След като Мисисипи става щат през 1817 г., белите заселници искат цялостното изгонване на индианците от щата. Още на следващата година комисари идват да уговарят племената да се изселят. Принудени да избират между войната и мира, чикасо се съгласяват да отстъпят всичката си земя в западните части на Тенеси и Кентъки като запазват само около 6 милиона акра в Североизточно Мисисипи. Със загубата на големи части от земите си, чикасо стават зависими от правителствените плащания. Отделно от това щата Мисисипи продължава с усилията за изгонването на индианците. С избирането на Андрю Джаксън за президент през 1828 г. и с приемането на Закона за индианското отстраняване през 1830 г., дните на чикасо в Мисисипи свършват. Още през август 1830 г. делегация чикасо се среща с представители на правителството във Франклин, Тенеси, и подписват договора за отстъпването на останалата им земя на изток от Мисисипи в замяна на същата на запад от реката. Сенатът обаче отказва да ратифицира договора и през 1832 г. е изпратена нова комисия да преговаря с племето. През октомври същата година чикасо продават останалите им 6 милиона акра земя за 3 046 000 долара. За разлика от чокто, които заменят земите си, чикасо ги продават и според договора трябва да си закупят нови на запад в Оклахома и то не предоставени от правителството, а от самите чокто. Чокто обаче отказват да ги приемат и на правителството отнема повече от 5 години да ги убеди да се съгласят да живеят заедно с чикасо. Само че чокто не се съгласяват да продават от земите си, а да ги дадат на чикасо под наем. Чикасо плащат за това 530 000 долара. Преместването им трае две години. При преброяване направено точно преди преместването, 4914 чикасо и 1156 черни роби са готови за път.

### Живот в Оклахома
След пристигането им в Оклахома, чикасо откриват, че мястото предназначено за тях е военна зона. Пътищата на много племена от Равнините минават от тук. На юг е границата на Тексас, чиито жители отдавна воюват с кайовите и команчите и преследват индианците безпощадно независимо от тяхната племенна принадлежност.
През 1839 г. войници от форт Гибсън са изпратени да изгонят няколко индианци кикапу, настанили се на Уаилд Хорс Крийк. Кикапу напускат мястото, когато войниците идват и бягат оттатък границата в Тексас. След като войниците си отиват те отново се връщат в Оклахома. Тексасците също използват границата в своя полза като я пресичат, за да крадат добитък от индианците и после се връщат в безопасност в Тексас. За да въдвори ред в региона, армията първо построява Форт Уашита през 1842 г., а през 1851 г. и Форт Арбакъл. С избухването на Гражданската война фортовете са изоставени и впоследствие заети от войски на Конфедерацията.
През май 1861 г. чикасо обявяват своята независимост от Съединените щати и през юли, заедно с чокто и криките, подписват съюзнически договор с Конфедерацията. Семинолите ги последват през август, а чероките през октомври. Никой обаче не предполага колко скъпо ще струва това на Петте цивилизовани племена. Много техни хора, предимно със смесена кръв, се присъединяват към армията на Конфедерацията като формират собствени военни единици. Много обаче от традиционалистите чистокръвни индианци не са съгласни да защитават робството и се присъединяват към армията на Съюза. Това разединение променя войната в Оклахома като я прави братоубийствена. Много, които не искат да се бият напускат територията.
През октомври 1864 г. армията на Съюза навлиза в територията на чикасо и нанася значителни щети. Гражданската война официално приключва през април 1865 г., но на запад тя продължава до 5 август 1865 г., когато от всички страни участващи в конфликта, чикасо капитулират последни. Още през септември победилото федерално правителство свиква Петте цивилизовани племена на съвет във Форт Смит, Арканзас. Повикани са също и осейджите, сенеките, шоуните, виандот и куапо. Договорът подписан във форт Смит обаче не е ратифициран от Конгреса и за нови преговори лидерите на племената са повикани във Вашингтон, където впоследствие са принуждавани да подписват индивидуални договори. Според закон приет през 1862 г., племена които са подписвали споразумения с Конфедерацията, се обявяват всички предишни договори подписани със САЩ за невалидни и на племената се спират всички плащания за отстъпена земя. Нямайки избор племената едно след друго подписват новите договори.
През 1901 г. чикасо стават граждани и им е позволено да гласуват. До 1920 г. племето остава почти без земя. В края на 20 и началото на 21 век чикасо притежават всичко на всичко 300 акра от първоначалната им земя в Оклахома.